# Эль-Пеньон (Сантандер)
Эль-Пеньон (исп. El Peñón) — город и муниципалитет в северо-восточной части Колумбии, на территории департамента Сантандер. Входит в состав провинции Велес.

## История
Поселение, из которого позднее вырос город, было основано в 1953 году. Муниципалитет Эль-Пеньон был выделен в отдельную административную единицу в 1993 году.

## Географическое положение

Муниципалитет Эль-Пеньон

Город расположен в юго-западной части департамента, в горной местности Восточной Кордильеры, на расстоянии приблизительно 135 километров к юго-западу от города Букараманги, административного центра департамента. Абсолютная высота — 2540 метров над уровнем моря.
Муниципалитет Эль-Пеньон граничит на северо-западе, севере и востоке с территорией муниципалитета Боливар, на юге и юго-западе — с муниципалитетом Сукре. Площадь муниципалитета составляет 130 км².

## Население
По данным Национального административного департамента статистики Колумбии, совокупная численность населения города и муниципалитета в 2015 году составляла 5140 человек.
Динамика численности населения муниципалитета по годам:
| 2005 | 2006 | 2007 | 2008 | 2009 | 2010 | 2011 | 2012 | 2013 | 2014 | 2015 |
| ---- | ---- | ---- | ---- | ---- | ---- | ---- | ---- | ---- | ---- | ---- |
| 5600 | 5529 | 5486 | 5430 | 5388 | 5342 | 5295 | 5253 | 5217 | 5179 | 5140 |

Согласно данным переписи 2005 года мужчины составляли 52,1 % от населения Эль-Пеньона, женщины — соответственно 47,9 %. В расовом отношении белые и метисы составляли 84,9 % от населения города; негры, мулаты и райсальцы — 15 %; индейцы — 0,1 %.
Уровень грамотности среди всего населения составлял 72,3 %.

## Экономика
45,8 % от общего числа городских и муниципальных предприятий составляют предприятия торговой сферы, 41,7 % — предприятия сферы обслуживания, 12,5 % — промышленные предприятия.